# Морська геофізична розвідка
Морська геофізична розвідка (рос. морская геофизическая разведка, англ. off-shore geophysical exploration,  off-shore geophysical prospecting; нім. geophysikalische Offshore-Erkundung f) — сукупність геофізичних методів пошуків і розвідки родов. і вивчення геол. будови земної кори в межах континентального шельфу, континентального схилу і ложа Світового океану.
Для М.г.р. використовуються експедиційні судна, які обладнуються комплексом геофізичних реєструючих і обробляючих систем, ехолотами для вивчення рельєфу дна, радіонавігаційними засобами визначення місцезнаходження судна (радіогеофізичні способи, супутникова геодезія). При проведенні М.г.р. використовуються г.ч. сейсмічні, а також магнітометричні, гравіметричні, ядерно-фізичні і електричні методи дослідження, які в ряді випадків комбінують з бурінням і відбором проб гірських порід.